# Llibre de privilegis de la vila i el terme de Terrassa

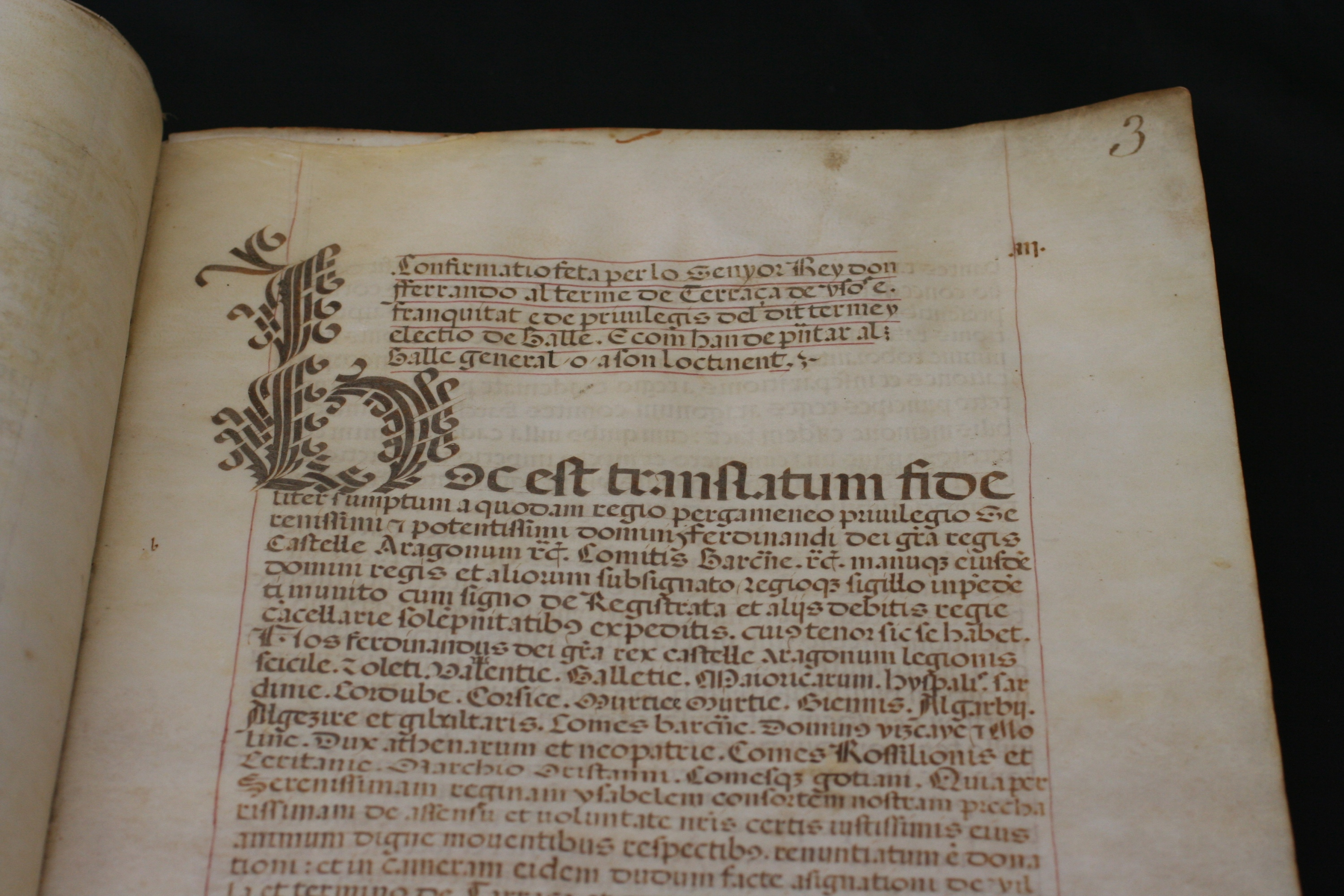
El "Llibre de privilegis de la vila i el terme de Terrassa" és un llibre amb fulls de pergamí on es van escriure còpies autèntiques dels principals documents institucionals (anomenats llavors privilegis) concedits a la vila de Terrassa entre els segles XIII i XVII.

El Llibre de privilegis de la vila i el terme de Terrassa és un llibre amb fulls de pergamí on es van escriure còpies autèntiques dels principals documents institucionals (anomenats llavors privilegis) concedits a la vila de Terrassa entre els segles xiii i XVII.

## Descripció
El cos principal del llibre comprèn 28 documents en forma de trasllats, a més de quatre documents originals escrits sobre paper i relligats en el mateix llibre, i alguns textos secundaris. Els privilegis fan referència al règim municipal, la vinculació de la vila al comtat de Barcelona i la Corona d'Aragó, les franqueses locals, la fira anual i el mercat setmanal, la batllia reial, les finances, la presó del terme, les capitulacions de 1472 al final de la Guerra Civil, la creació de la Universitat Forana de Terrassa i alguns altres assumptes.

## Nova edició
El llibre ha estat publicat per la Fundació Noguera de Barcelona, el 2006. L'edició inclou un estudi sobre la gènesi, la tradició i les edicions antigues del llibre, una descripció codicològica i paleogràfica, una presentació diplomàtica, jurídica i històrica, tres apèndixs i dos índexs (toponomàstic i de matèries).